# بی‌دی+۲۰°۲۴۵۷
بی‌دی+۲۰°۲۴۵۷ یک ستاره است که در صورت فلکی شیر قرار دارد.